# Ray (Téhéran)
Pour les articles homonymes, voir Ray et Rey.
Rayy, Ray ou Rey actuellement Chahr-e-Rey (en persan : شهر رى), fut d'abord appelée Ragâ dans l'Avesta, Ragès dans la Bible, Rhagès (grec : Ῥάγες [Rhagès]) sous Alexandre le Grand, puis Europos (grec : ευρωπος [Eurōpos], vaste ; spacieux) pour les Séleucides et nommée ensuite Arsacia (grec : Ἀρσακία [Arsakia]) par les Parthes arsacides.
Ray est la plus ancienne ville existante de la province de Téhéran. Elle est située à 10 km au sud de la ville de Téhéran, dans le district numéro 20 de Shahrak-e Rah-Ahan.
À l'Antiquité, c'était une ville importante appartenant à Media,  base politique et culturelle des Medes. En attestent quelques sources écrites telles que les anciennes inscriptions persanes, les textes apocryphes biblique et l'Avesta. Son emplacement est également indiqué sur la table de Peutinger (IVe siècle).
Au Moyen Âge, la ville a subi de graves destructions provoquées pars des invasions arabes, turques et mongoles.
Puis, du Xe au XIVe siècle, sous le règne successif des Bouyides et des Seldjoukides, elle est redevenue une capitale.
Pour toutes ces raisons, elle est plus riche en monuments historiques que beaucoup d'anciennes cités. Parmi ceux-ci se trouvent notamment le site néolithique de Cheshme-Ali (en), le château médiéval reconstruit, le château de Rashkan de l'époque parthe et le Temple du feu de Bahram zoroastrien de l'époque sassanide. 
Ray a également vu naître, ou accueilli,  de nombreuses personnalités, notamment des membres de familles royales, des érudits et des poètes. 
Elle fut également reliée aux routes commerciales eurasiennes du Moyen Âge, maintenues notamment par des marchands de différents peuples, notamment juifs. Ce qui est à l'origine d'une des étymologies proposées pour le nom des Radhanites. 
Ray a aujourd'hui de nombreuses industries et usines en activité. Elle est reliée via le système de transport en commun rapide du métro de Téhéran au reste du Grand Téhéran. 

## Histoire
La culture agricole dans le plateau central persan a été établie depuis approximativement 6000 ans av. J.-C. Et ce, notamment sur les contreforts locaux, tel que, par exemple, dans celui de Cheshme-Ali, situé au nord de Ray.
Zoroastre (Zarathushtra) y serait né en 626 av. J.-C. Au Ve siècle, la ville est peuplée par les Daylamites, un peuple de langue iranienne du nord-ouest. Fortement imprégnés de zoroastrisme, ils s'opposent à la conquête arabe. La ville est une première fois détruite par les Arabes en 640. Elle devient ensuite un foyer de contestation imprégné d'idées anti-absolutistes, avec des conseils de type démocratique.
Ray est la deuxième ville de l'Empire abbasside après Bagdad. Le futur calife al-Mahdî y fut nommé gouverneur. Il rebâtit la ville et la renomma al-Muhammadiya. Hâroun ar-Rachîd y naquit en 766.
Rhazès (arabe : Ar-Râziy), médecin et philosophe persan y est né en 860. Philosophe et médecin rationaliste, il s'oppose au despotisme et suscite la polémique pour son agnosticisme. Plusieurs personnalités musulmanes ont porté le nom d'Ar-Râziy qui signifie « natif de Ray ».
Ray devient la capitale du royaume des Bouyides à la fin du Xe siècle. Elle est prise par les Seldjoukides en 1042. Le poète et philosophe Fakhr ad-Dîn ar-Râzî y nait en 1149.
La ville est totalement détruite par les Mongols en 1220 et ne se relève plus.
Après que les Qadjars établissent leur capitale en 1786 à Téhéran, Ray en devient au fil des années un faubourg dépendant.
Cette ville a été un foyer de contestation pendant tout le califat abbasside. Mutazilites et chiites de toutes les sectes y ont trouvé refuge.

## Monuments

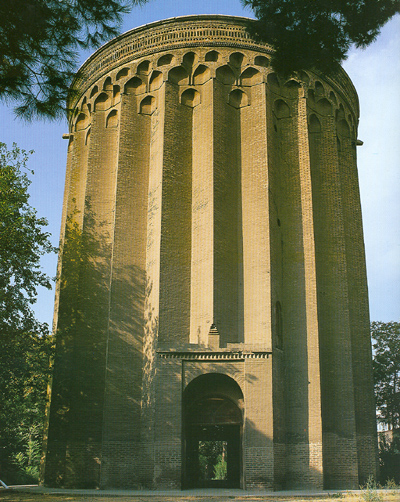
Tour funéraire du seldjoukide Toghrul-Beg à Ray (XII)

- Mausolée de Shah-Abdol-Azim, descendant de Al-Hussein ibn Ali qui contient aussi la tombe d'un frère de l'imam Ali ar-Rida.
- Les ruines de la forteresse sassanide.
- La tour funéraire du Seldjoukide Toghrul-Beg.

## Natifs notoires
- Hâroun ar-Rachîd (765-809), cinquième calife abbasside.
- Abu Hatim Muhammad ibn Idris al-Razi (811-890), spécialiste des hadiths.
- Rhazès, médecin, mathématicien, chimiste et philosophe persan au VIIIe siècle.
- Fakhr ad-Dîn ar-Râzî (1150-1210), philosophe et théologien musulman.
- Javad Nekounam (né en 1980), footballeur iranien.
- Soheila Jolodarzadeh (née en 1959), femme politique iranienne
- Mohammad Reyshahri (1946-2022), homme politique et religieux iranien.